# K-129 (Delta III)
Il K-129 è un SSBN russo, quattordicesimo esemplare costruito della Delta III. Modificato a partire dalla metà degli anni novanta, risultava in servizio come sottomarino da appoggio nella Flotta del Nord con il nome di KS-129 (classificato forse come Delta Stretch in Occidente).

## Storia
La costruzione del K-129 venne intrapresa presso il cantiere navale Sevmash, a Severodvinsk. Si trattò del secondo sottomarino sovietico ad essere chiamato con questo nome (il primo era stato un esemplare della classe Golf, affondato nel 1968).
Il battello entrò in servizio il 5 novembre 1981, ed alla fine del mese entrò ufficialmente nella Flotta del Nord. Nel marzo 1988 entrò nella 31ª Divisione. Il 26 giugno 1989, il sottomarino rimase probabilmente vittima di un incidente al reattore. Rimasto in riparazione presso l'impianto di Zvezdochka tra l'8 dicembre 1989 ed il 15 febbraio 1991, tornò successivamente in servizio.
Nel maggio 1994, il K-129 fu radiato dalle forze navali strategiche, e trasferito nuovamente a Zvezdochka per essere sottoposto a lavori di modifica. Trasformato quindi in sottomarino madre per il trasporto di minisommergibili (Progetto 09786), fu riclassificato sottomarino per operazioni speciali il 22 marzo 1996. Tornò successivamente in servizio nella Flotta del Nord con il nuovo nome di KS-129.
Nel 2001 risultava in servizio.